# Калт
Калт (њем. Kalt) општина је у њемачкој савезној држави Рајна-Палатинат. Једно је од 86 општинских средишта округа Мајен-Кобленц. Према процјени из 2010. у општини је живјело 484 становника. Посједује регионалну шифру (AGS) 7137041.

## Географски и демографски подаци
Калт се налази у савезној држави Рајна-Палатинат у округу Мајен-Кобленц. Општина се налази на надморској висини од 200 метара. Површина општине износи 5,4 km². У самом мјесту је, према процјени из 2010. године, живјело 484 становника. Просјечна густина становништва износи 90 становника/km².

## Међународна сарадња
| Мјесто | Држава    | Врста сарадње | Од    |
| ------ | --------- | ------------- | ----- |
|        | Француска | пријатељство  | 1963. |
| Извор  |           |               |       |